# Saint Levant
Marwan Abdelhamid (en árabe: مروان عبد الحميد; Jerusalén, 6 de octubre de 2000), conocido como Saint Levant, es un rapero palestino nacido en Jerusalén. Conocido por su canción Very Few Friends, puede rapear en inglés, francés y árabe. También es el primer embajador de las fragancias Dior en Oriente Medio.

## Infancia y educación
Abdelhamid nació en Jerusalén el 6 de octubre de 2000, justo una semana después de que estallase la Segunda Intifada. Su padre es palestino-serbio y su madre es franco-argelina. Los primeros siete años de la infancia de Abdelhamid transcurrieron en la Franja de Gaza (Palestina), hasta que la batalla de Gaza de 2007 obligó a su familia a trasladarse a Amán, Jordania.
En 2022, Abdelhamid obtuvo una licenciatura en Relaciones Internacionales por la Universidad de California en Santa Bárbara.

## Carrera y activismo
Antes de adoptar el nombre artístico de Saint Levant, Abdelhamid escribió Jerusalem Freestyles y Nirvana in Gaza, que ya abordaban cuestiones políticas. Su primer sencillo, Jerusalem Freestyle, fue publicado en 2020. Ese mismo año publicó también su primer EP, From Gaza With Love. Casi al mismo tiempo, Abdelhamid comenzó a publicar videos en TikTok en los que hablaba de la historia palestina y de la masculinidad tóxica en la cultura árabe. Poco después, cofundó GrowHome, que conecta a empresarios palestinos con personas que pueden ayudar a financiar sus proyectos.
El nombre de Saint Levant deriva de Yves Saint Laurent, pero incluye una alusión al Levante mediterráneo, la región en la que se encuadra Palestina. En noviembre de 2022, Saint Levant publicó su canción de rap trilingüe Very Few Friends, que obtuvo aproximadamente 2 millones de visitas en YouTube en un mes. La canción pronto se hizo popular en TikTok e Instagram.
En 2023, Saint Levant publicó From Gaza with Love (Desde Gaza con amor). En 2024 firmó con Universal Arab Music (UAM) y publicó, junto con MC Abdul, Deira. La canción se encuadra en el género musical shaabi. Saint Levant explicó que Deira era el nombre del hotel de 22 habitaciones frente a la playa que su padre Rashid diseñó y que sus padres construyeron en el año 2000, cuando se mudaron a Gaza, y que el ejército israelí bombardeó y destruyó en 2023. De hecho, durante una entrevista con Arab News, Saint Levant comentó: «Crecí en un hotel construido con el cerebro arquitectónico de mi padre. Y, para mí, fueron los mejores años de mi vida».
Saint Levant ha hablado abiertamente sobre la lucha del pueblo palestino y declaró a la revista de moda estadounidense Harper's Bazaar:
«Todo lo que hago está centrado y basado en la causa y la lucha palestinas, contextualizándolo mucho. Vine a Estados Unidos y la gente piensa que el conflicto es entre estos dos iguales que simplemente se odian unos a otros por alguna razón, que los palestinos simplemente odian a los israelíes, y lo que la gente no entiende es que son 80 años de ocupación, opresión, desplazamiento y limpieza étnica, así que creo que es muy importante seguir adelante y trato de hacerlo a través de la música, trato de hacerlo a través de mis acciones, y de todo lo que hago».
Saint Levant actuó en el Festival de Música y Artes de Coachella Valley en 2024, y en su actuación trató de concienciar al público estadounidense sobre la guerra que estaba teniendo lugar en la Franja de Gaza.

## Vida personal
Abdelhamid vive en Los Ángeles, aunque regresa periódicamente a Amán. Desde 2023 mantiene una relación con la cantante franco-haitiana Naïka.

## Discografía

### Extended Plays y álbumes
- From Gaza, with Love (EP) (2023)
- DEIRA (Álbum) (2024)
- Love Letters (2025)

### Sencillos
- Jerusalem Freestyle (2020)
- Nirvana in Gaza (2020)
- 7ajir (2021)
- Haifa in a Tesla (2021)
- Desert Rose (2021)
- Sahrawi (2021)
- 1001 Nights (2021)
- Nasser (2022)
- Caged Birds Sing (2022)
- Mandela (2022)
- Tête-à-Tête (2022)
- By the Sea (2022)
- One More Time / Baby (2022)
- Mistakes (2022)
- Here and There (2022)
- Very Few Friends (2022)
- I Guess (2022)
- Facetime (2023)
- Nails (2023)
- Deira con MC Abdul (2024)
- 5am in Paris (2024)
- Galbi (2024)